# Journal of the American Mathematical Society
Das Journal of the American Mathematical Society (JAMS, nach ISO 4 abgekürzt J. Am. Math. Soc.) ist eine mathematische Zeitschrift mit Peer-Review der American Mathematical Society, die seit 1988 vierteljährlich erscheint.
Veröffentlicht werden Forschungsartikel in allen Bereichen reiner und angewandter Mathematik.
Die Herausgeber sind Laura DeMarco, Simon Donaldson, Pavel Etingof, Michael J. Larsen, Sylvia Serfaty, Richard Taylor und Shmuel Weinberger. Ehemalige Herausgeber waren unter anderem Brian Conrad, Maryam Mirzakhani, Sergey Fomin, Assaf Naor und Igor Rodnianski (alle für 2016).
2016 hatte das Journal einen Impact Factor von 2.816 und 2006 von 2.550, damals Nummer 1 gemäß Impact Factor. Es gehört damit zu den führenden Mathematikzeitschriften. In der Zeit von 1981 bis 2006 rangierte es nach Impact Factor auf Platz 8, ist aber auch erst 1988 gegründet worden.
Die ISSN ist 0894-0347.